# Karen Ann Quinlan
Pour les articles homonymes, voir Quinlan.
Ne doit pas être confondu avec Keren Ann.
 (mai 2009).
Si vous disposez d'ouvrages ou d'articles de référence ou si vous connaissez des sites web de qualité traitant du thème abordé ici, merci de compléter l'article en donnant les références utiles à sa vérifiabilité et en les liant à la section « Notes et références ».
Karen Ann Quinlan (née le 29 mars 1954 à Scranton (Pennsylvanie) - morte le 11 juin 1985 à Morris) est une Américaine emblématique de l'histoire du droit à l'euthanasie. Mondialement connu, son cas a donné lieu à maints débats sur la bioéthique, l'euthanasie, la curatelle (en) et les droits civiques.

## Histoire
Karen Ann Quinlan est adoptée en bas âge par les époux Joseph et Julia Quinlan.
Le 15 avril 1975, Karen Ann tombe dans le coma consécutivement à l'absorption simultanée de Valium et d'alcool alors qu'elle suit parallèlement un régime alimentaire draconien très restrictif. Retrouvée inconsciente et ne respirant plus, elle est réanimée par  les médecins de l'hôpital Newton Memorial qui déterminent qu'elle a subi des lésions irréversibles au cerveau. Elle est  alors branchée à un respirateur artificiel. Malgré les lésions, elle agite les bras et tourne la tête, comme si elle était en partie consciente. 
Elle est ensuite déplacée à l'hôpital St Clare, toujours dans le New Jersey. Les membres de Karen Ann se déplacent au point de se coincer, ce qui n'améliore guère son état. 
Le 30 juin de la même année, bien qu'ils soient croyants, ses parents signent les autorisations nécessaires pour qu'elle soit débranchée du respirateur, les autres soins étant maintenus. Les autorités de l'hôpital refusent, car les parents n'ont pas la garde légale de Karen Ann (elle a 21 ans à ce moment). 
Le 9 septembre 1975, l'avocat des parents dépose une demande pour se faire entendre devant une cour du New Jersey. C'est le début d'une saga judiciaire et médiatique sans précédent aux États-Unis. Les tenants pro-vie affirment que Karen doit rester en vie à tout prix, car décider de sa mort est équivalent à se substituer à Dieu. D'autres s'opposent et sont en faveur de la qualité de vie. Les parents, eux, souhaitent que les souffrances de Karen cessent. 
Les journalistes envahissent le village où habitent les Quinlan et traquent leurs moindres gestes. En effet, cette cause est à la fois couverte par The New York Times, NBC et Associated Press, trois importants médias américains. Également, des journaux du monde entier reprendront plusieurs articles publiés aux États-Unis.
Pratiquement tous les médecins contactés refusent de se prononcer devant un tribunal. Les Quinlan parviennent quand même à faire entendre quelques spécialistes des troubles du cerveau.
Le 10 novembre 1975, la cour rejette tous les arguments, tant constitutionnels que religieux, invoqués par l'avocat des Quinlan. Elle doit interpréter ces arguments, ce qui n'est pas de son ressort, mais bien de la Cour suprême. L'avocat interjette appel devant une cour d'instance supérieure, mais la Cour suprême du New Jersey la court-circuite et décide d'entendre la cause des Quinlan le 26 janvier 1976. Le 31 mars de la même année, elle rend son jugement à l'unanimité : les parents ont la garde légale de Karen Ann; elle affirme en outre que Karen a droit à la protection de sa vie privée. De plus, la cour affirme que si la mort survient après le débranchement, ce ne sera pas un homicide, mais une mort due à une cause naturelle.
Cependant, les semaines passent et les médecins en charge refusent de débrancher, affirmant que Karen mourra. Lors d'une réunion tendue avec les médecins et les responsables de l'hôpital, les parents apprennent que la religieuse à la tête du conseil d'administration de l'hôpital se sent moralement incapable d'ordonner le débranchement.
Finalement, un médecin commence à la débrancher graduellement du respirateur. Après quelques jours, elle respire par ses propres moyens. Toutes les institutions contactées refusent d'accueillir Karen faute de personnel qualifié ou d'installations suffisantes. Ils doivent aussi compter avec la pression médiatique et les attaques des tenants pro-vie. À la suite d'un changement administratif, la clinique Morris View accepte d'accueillir Karen Ann. 
Installée dans sa nouvelle chambre, elle sera alimentée artificiellement pendant neuf autres années, avant de s'éteindre en 1985. À sa mort, l'autopsie a révélé que son néocortex était normal mais que son thalamus avait été détruit.
Un film pour la télévision sera réalisé sur l'affaire de Karen Ann.